# Constantin Virgil Negoiță
Constantin Virgil Negoiță (n. 3 februarie 1936, București, România – d. 21 ianuarie 2023, New York City, New York, SUA) a fost un om de știință și prozator român, stabilit în Statele Unite ale Americii.

## Studii și carieră
S-a născut la 3 februarie 1936 în București ca fiu al lui Athanasie Negoiță, profesor universitar la Facultatea de Teologie, autor de studii docte și al Ilenei, născută Popescu. 
Urmează cursurile liceului "Mihai Viteazul" din București, absolvite în 1953 și este admis la cursurile Facultații de Electronică și Telecomunicații ale Institutului Politehnic din București, pe care le termină în anul 1958. Participă la început la activitatea "Rugului Aprins", dar se retrage. În declarațiilor celor anchetați, este protejat de aceștia numindu-l un student de la electronică, deși îl știau bine, iar tatăl său era pe lângă calitatea de profesor și cea de cunoscut paroh la o biserică de la Foișorul de foc. Fiind fiu de preot, nu primește repartiție după absolvire, așa că se angajează ca tenor într-o o formație corală sindicală, unde ajunge până în faza finală pe țară.  Lucrează la Oficiul de Stat pentru Invenții și Inovații în perioada dintre anii 1959 și 1965. Angajat la Consiliul Național al Cercetării  Știintifice (1969-1973), perioadă în care își pregătește și susține în anul 1969 doctoratul cu profesorul Alexandru Spătaru, autor al unor importante volume de teoria informației. În 1972 face o specializare în Anglia la Atlas Computer Laboratory. După înființarea Institutului Central pentru Informatică devine cercetător știintific principal, șef al Laboratorului de Modele  Matematice pentru Sisteme de Conducere (1973-1981). În paralel este și profesor asociat la Academia de Studii Economice din București, reușind să atragă cercetători în domeniul teoriilor fuzzy ("al mulțimilor vagi"), aflat atunci la începuturi. Primul său volum publicat în 1970 reprezintă și prima carte dedicată teoriei recunoașterii formelor publicată în limba română, aplicată la regăsirea și clasificarea informațiilor, introducând și teorema de separare a mulțimilor fuzzy, astăzi devenită noțiune clasică. Pe timpul cât  a fost în țară, s-a mișcat în cercuri culturale selecte, întreținând legături cu prozatori și plasticieni de frunte.  La invitația profesorului Nicholas Georgescu-Roegen se stabilește în SUA în 1982, trecând pe la universitatea Vanderbilt și la cea din Mexico City, devenind un an mai târziu profesor la College Hunter, City University of   New York (CUNY) până la pensionare în 2009. Constantin Virgil Negoiță are prioritate în domeniul studiilor fuzzy, noțiune introdusă de Lotfi Zadeh. Impreună cu Dan Ralescu a publicat prima monografie din lume  despre mulțimi fuzzy (1974). După stabilirea în USA (fiindu-i refuzată prelungirea vizei), activitatea concretizată în volume este mai redusă, dar publică în continuare  în reviste de specialitate, este membru în boardul unora, conduce și organizează congrese mondiale de cibernetică, ș.a. Oferă în limba engleză și în limba română cărți de ficțiune, unde informații despre viața sa se îmbină cu considerații asupra unor fenomene, românești sau nu. Contribuțiile literare sunt încadrate la Postmodern literary critics. Participă activ la viața literară a exilului newyorkez (vezi revista Lumină lină). După 1989 a revenit periodic în țară, participând și la unele manifestări care au implicat și exilul literar românesc.Fundația și editura Ideea europeană îi dedică un volum, Constantin Virgil Negoiță, 70. Ecouri și dialoguri, de unde cititorul, poate să afle cine este autorul și omul de știință Constantin Virgil Negoiță.   
Date despre viața sa și opera literară sunt cuprinse în enciclopedia profesorului Florin Manolescu, iar despre activitatea științifică pe siteul colegiul unde a predat.   

## Volume publicate în domeniul științific
- Sisteme de înmagazinare și  regăsire a informației, București, Editura Academiei, 1970 (rezumatul tezei de doctorat).
- Mulțimi vagi și aplicațiile lor (în colaborare cu Dan Ralescu), București, Editura tehnică,1974.
- Sisteme informatice, modele ale conducerii și sistemelor conduse (în colaborare cu Paul Constantinescu), București, 1975.
- Introduction to the Theory of Fuzzy Sets (în colaborare), Japonia, 1978.
- Management Applications of System Theory (în colaborare cu Dan Ralescu), Basel, 1979.
- Fuzzy Systems, Anglia, 1981.
- Expert Systems and Fuzzy Systems (Benjamin/Cummings, Menlopark, CA, 1985).
- Fuzzy Logics in Knowledge Engineering (editor, with Henri Prade) (TUV Verlag, Koln, 1986).
- Simulation, Knowledge Based Computing, and Fuzzy Statistics (with Dan Ralescu) (Van Nostrand, New York, 1987).

## Volume de proză
- Pullback, New York, 1986.
- Cybernetic Conspiracy, Mind over Matter, Phoenix, Arizona, 2000.
- Implications,  NY, 1994.
- Fuzzy Sets,  Tempe Arizona, 2000.
- Post Modern Logic, Tempe Arizona, 2002.
- Vizitator,  Cluj, 2003.
- Împotriva lui Mango,  Pitești, Editura Paralela 45, 2004.
- Irozii,  Pitești, Editura Paralela 45,2005.
- Concert la Carnegie Hall, Pitești,Editura Paralela 45, 2006.
- Opus Dei, Pitești,Editura Paralela 45, 2007.
- Cronica Intrării în Rai, Editura Paralela 45, Pitesti, 2008.
- Martori Apropiați, Editura Paralela 45, 2010.

## Distincții și afiliații
- Profesor emerit al Colegiului Hunter din 2009.
- Membru al Academiei de științe din New York, 1983.
- Distins în 1985 de Institute of Electrical and Electronic Engineers (IEEE) pentru activitatea în domeniul ciberneticii și al logicilor fuzzy ("for New Technical Conceptions").
- Doctor honoris causa al Universității din Pitești (2000).
- A fost membru în comitetele de redacție ale unor reviste științifice dedicate logicilor fuzzy, inteligenței artificiale, etc.
- A organizat și prezidat la congresele mondiale de cibernetică.
- Este membru al Uniunii scriitorilor din România.
- Membru în boardul unor societăți științifice americane.
- Membru al The International Academy for Systems and Cybernetic Sciences, reprezentând România.